# Nassarius elatus
Nassarius elatus là một loài ốc biển, là động vật thân mềm chân bụng sống ở biển thuộc họ Nassariidae.

## Miêu tả
Kích thước vỏ ốc khoảng 10 mm và 20 mm

## Phân bố
Loài này có ở các vùng nước thuộc châu Âu dọc theo Bồ Đào Nha và ở Đại Tây Dương dọc theo Angola.